# Teresa Teng
Teresa Teng (29 de janeiro de 1953 — 8 de maio de 1995), às vezes escrito Tang ou Deng, foi uma influente cantora pop formosana. 
Conhecida por suas canções de música folclórica e baladas românticas, Teng fez imenso sucesso em lugares como China, Formosa, Hong Kong, Singapura, Malásia e Japão, sendo considerada hoje a cantora mais famosa da Ásia e a sétima artista mais lembrada da década de 1980.
Gravou canções em mandarim, vietnamita, cantonês, japonês, indonésio e inglês.

## Biografia
Teresa Teng (em pinyin, Dèng Lìjūn; em chinês tradicional, 鄧麗君; em chinês simplificado, 邓丽君) nasceu em um vilarejo do condado de Yunlin, em uma família chinesa originária da província de Hebei. Ela foi educada na escola de educação secundária para garotas de Ginling. Desde criança recebeu vários prêmios de canto em competições de talento. O seu dom ajudou a sustentar a família durante o desenvolvimento econômico de Formosa (Taiwan) na década de 1960. Com a aprovação de seu pai, Teng deixou a escola para cantar profissionalmente.
Em 1968, ela experimentou a fama pela primeira vez ao participar de um conhecido programa musical, que a levou a fazer contrato com gravadoras. Em seguida lançou vários álbuns. Em 1973, Teresa tentou atrair o mercado japonês através do programa Kōhaku Uta Gassen, recebendo um prêmio. Continuou a cantar em japonês, e a canção "Airport" (空港), de 1974, conquistou o país. Em 1979, Teresa foi forçada a deixar brevemente o Japão por usar um passaporte indonésio, que apesar de verdadeiro, não chegou a reportar devidamente a saída de Taiwan. Na época as relações diplomáticas entre Formosa e Japão ficaram ruins por causa da entrada da China no Conselho de Segurança das Nações Unidas. Sua popularidade então se expandiu para a Malásia e a Indonésia. 
Quando pude regressar a Japão em 1987, a Polydor não quis continuar o contrato com Teresa Teng, a própria equipa criou uma empresa, a Taurus Records, para reestrelar no Japão. Foi em 1984 que se lançou o álbum mais aclamado de Teng, Light Exquisite Feeling (淡淡幽情), que contém doze poemas escritos pelas dinastias Tang e Song, em uma mistura com a música ocidental moderna e chinesa tradicional de vários compositores envolvidos em trabalhos anteriores de Teresa. A canção mais célebre é "Wishing We Last Forever" (但願人長久).
Entretanto, as tensões entre Formosa e China continuaram, o que significou o banimento de sua música, bem como de outros artistas, da China continental durante o começo dos anos 80, por serem "muito burgueses". Apesar disso, o mercado negro conseguiu trazer as canções de Teng a discotecas e, inclusive, a prédios governamentais, antes do banimento. Como ela tinha o mesmo sobrenome de Deng Xiaoping, algumas pessoas passaram a chamá-la de "Pequena Deng".

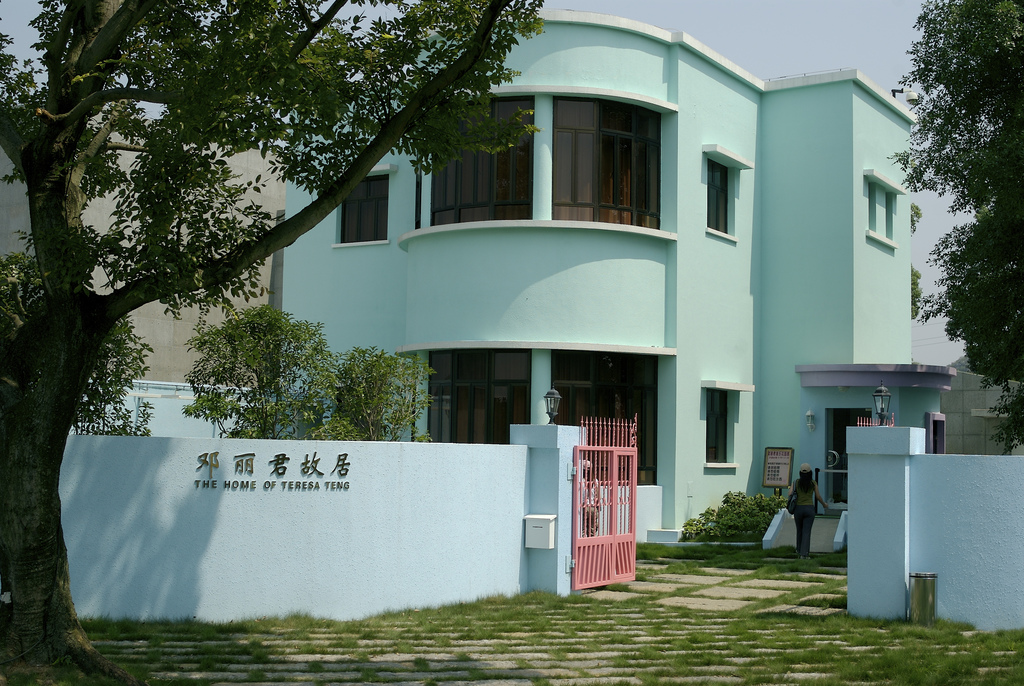
A casa de Teresa Teng.

Em 1989, ela se apresentou em Paris durante o Protesto na Praça da Paz Celestial, cantando para estudantes e proclamando seu apoio à democracia. Em 27 de maio daquele ano, cerca de 300 mil pessoas compareceram ao concerto chamado "Canções democráticas dedicadas à China" (民主歌聲獻中華) em um autódromo de Hong Kong. Teresa Teng já havia sonhado em dar um concerto na China continental, tendo sido publicamente convidada pelo governo chinês, mas sua morte impediu que isso acontecesse.
Aos quarenta e dois anos, Teng faleceu de um severo ataque de asma enquanto passava suas férias em Chiang Mai, na Tailândia. Recebeu um funeral de Estado em Formosa, com a bandeira de seu país em cima de seu caixão. Seu corpo foi enterrado no cemitério de Chin Pao San, perto de Jinshan. Muitos fãs visitam o local, bem como a casa em Hong Kong que Teresa adquiriu em 1986.  
Teresa teve um breve relacionamento com o Ator/Cantor/Diretor Jackie Chan. Depois do término de seu namoro, ficaram um tempo sem se falar. Passado alguns anos se tornaram amigos. Jackie não foi ao seu funeral por motivos pessoais (sempre trabalhou muito e na época já estava casado), no entanto como "homenagem" a ela ouviu sua música favorita de Teresa.  

## Na mídia
- Em maio de 2002, uma figura de cera de Teresa Teng foi exposta no Museu Madame Tussauds em Hong Kong.
- Em comemoração aos 12 anos de sua morte, em 2007 foi criado um jdrama em formato de filme sobre sua vida, Teresa Teng Monogatari (A história de Teresa Teng). Ela foi interpretada por Yoshino Kimura e mostrou detalhes de sua vida profissional e amorosa, como a relação fracassada com seu noivo rico e também seu namorado francês, retratado como um aproveitador. Seu irmão na vida real ajudou a recriar seus passos para o filme.

## Discografia em mandarim
Fontes: 

### Álbuns de estúdio
Yeu Jow Records
- 1967 鳳陽花鼓 (Feng Yang Hua Gu)
- 1967 心疼的小寶寶 (Xinteng de Xiao Baobao)
- 1967 嘿嘿阿哥哥 (Heihei a Gege)
- 1968 比翼鳥 (Biyiniao)
- 1968 暢飲一杯 (Changyin Yibeio)
- 1968 一見你就笑 (Yijian Ni Jiu Xiao)
- 1968 第七集 (Di Qi Ji)
- 1968 第九集 (Di Jiu Ji)
- 1968 聖誕快樂‧敬賀新禧 (Shengdan Kuaile - Jing He Xinxi)
- 1968 再會吧！十七歲 (Zai Hui Ba! Shiqi Sui)
- 1969 第十二集 (Di Shier Ji; Décimo segundo álbum)
- 1969 謝謝總經理 (Xiexie Zong Jingli)
- 1970 花的夢／談情時候 (Hua de Meng / Tan Qing Shihou)
- 1970 戀愛的路多麼甜 (Lian Ai de Lu Duome Tian)
- 1970 玫瑰姑娘 (Meigui Guniang)
- 1970 迷人的小姐 (Miren de Xiaojie)
- 1971 X+Y就是愛 (X+Y Jiushi Ai)
- 1971 何必留下回憶／何處是我歸程 (Hebi Liu Xia Huiyi / He Chu Shi Wo Guicheng)

Hai Shan Records
- 1971 我的愛情像星星-誰來同情我 (Wo de Aiqing Xiang Xingxing - Shui Lai Tongqing Wo)
- 1971 鄧麗君轟動閩南語歌曲 (Denglijun Hongdong Minnan Yu Gequ)
- 1971 快樂的恰恰姑娘 (Kuaile de Qiaqia Guniang)
- 1975 再見, 我的愛人 [又名:就這樣約定]  (Zaijian, Wo de Airen (You Ming: Jiu Zheyang Yueding))  (Goodbye My Love)

Life Records
- 1971 愛情1,2,3 / 台北姑娘 (Aiqing 1,2,3 / Taibei Guniang)
- 1971 鄧麗君之歌 (Denglijun Zhi Ge)
- 1971 難忘的初戀情人 / 賣肉粽 (Nanwang de Chulian Gingren / Mai Rou Zong)
- 1972 當我已經知道愛 / 娜奴娃情歌 (Dang Wo Yijing Zhidao Ai, Na Nu Wa Qingge)
- 1973 第一次見到你 / 情花 (Di Yi Ci Jian Dao Ni / Qing Hua)
- 1973 少年愛姑娘 / 誰是心上人 (Shaonian Ai Guniang / Shui Shi Xinshangren)
- 1973 悲哀的夢 (Bei Ai Di Meng)
- 1974 青山綠水我和你 (Qingshan Lu Shui Wo He Ni)
- 1975 沒有愛怎麼活 / 永相愛 (Meiyou Ai Zenme Huo / Yong Xiangai)
- 1976 心中喜歡就說愛 / 我就是愛你 (Xinzhong Xihuan Jiu Shuo Ai/ Wo Jiushi Ai Ni)
- 1976 1976南游特輯:風的傳說 (1976 Nan You Teji: Feng de Chuanshuo)

Polygram Records / Kolin Records
Álbuns da Kolin Records com nomes diferentes são listados separadamente.
- 1975 島國之情歌: 再見, 我的愛人(Adeus, meu amor)  (Daoguo Zhi Qingge: Zaijian, Wo de Airen)
- 1976 島國之情歌第二集: 今夜想起你／淚的小雨 (Daoguo Zhi Qingge Di Er Ji: Jinye Xiangqi Ni / Lei de Xiaoyu)
- 1977 島國之情歌第三集:絲絲小雨 (Daoguo Zhi Qingge Di San Ji: Si Si Xiaoyu)

Kolin Intitulado:雲深情也深  (Yun Shenqing Ye Shen)
- 1977 島國之情歌第四集:香港之戀 (Daoguo Zhi Qingge Di Si Ji: Xianggang Zhi Lian)

Kolin Título:小村之戀 (Xiaocun Zhi Lian)
- 1978 島國之情歌第五集:使愛情更美麗、又見炊煙 (Daoguo Zhi Qingge Di Wu Ji: Shi Aiqing Geng Meili, You Jian Chuiyan)

Kolin Intitulado:無情荒地有情天 (Wuqing Huangdi Youqing Tian)
- 1978 一封情書 (Yī fēng qíngshū)
- 1979 鄧麗君島國情歌第六集: 小城故事 (Daoguo Zhi Qingge Di Liu Ji: Xiaocheng Gushi)
- 1979 甜蜜蜜 (Tian Mi Mi)
- 1980 在水一方 (Zai Shui Yifang)

Kolin Título:艷紅小曲 (Yan Hong Xiaoqu)
- 1980 一個小心願 (Yi Ge Xiao Xin Yuan)

Kolin Título:忘不了 (Wang Buliao)
- 1980 原鄉情濃 (Yuan Xiangqing Nong)
- 1981 水上人 (Shuishang Ren)
- 1981 福建名曲專輯 (Fujian Mingqu Zhuanji)
- 1981 島國之情歌第七集: 假如我是真的 (Love Songs of the Island-Nation, Vol. 7: If I Were for Real)
- 1981 愛像一首歌 (Ai Xiang Yi Shou Ge)
- 1982 初次嚐到寂寞 (Chu Ci Chang Dao Ji Mo)
- 1983 淡淡幽情 (Dandan Youqing)
- 1984 島國情歌第八集: 愛的使者 (Daoguo Zhi Qingge Di Ba Ji: Ai de Shizhe)
- 1985 償還 (Changhuán)
- 1987 我只在乎你 (Wǒ zhǐ zàihū nǐ)

### EPs
- 1972 海棠姑娘/向日葵 (Haitang Guniang/ Xiangrikui)

### Álbuns de compilação
A menos que tenha músicas novas ou novas regravações de músicas antigas, uma compilação não está listada aqui. Além disso, essas traduções em inglês de álbuns não ingleses não são oficiais; alguns álbuns podem ser impossíveis de traduzir com precisão.
- 1970 採紅菱 , 千言萬語 (Cai Hong Ling, Qianyan Wan Yu)
- 1970 昨夜夢醒時 (Zuoye Meng Xing Shi)
- 1970 勸世歌 (Quan Shi Ge)
- 1971 幾時再回頭 (Jishi Zai Huitou)
- 1977 鄧麗君暢銷歌曲第一集 (Denglijun Changxiao Gequ Di Yi Ji)
- 1977 金唱片 (Jin Changpian)
- 1977 Greatest Hits
- 1977 Greatest Hits Vol. 2
- 1982 Greatest Hits Vol. 3
- 1983 15 周年 (Shiwu Zhounian)
- 1984 鐳射島國情歌精選 鄧麗君 (Leishe Daoguo Qingge Jingxuan Denglijun)
- 1985 名曲選 (Mingqu Xuan)
- 1986 懷舊名曲選 (Huaijiu Mingqu Xuan)
- 1986 名曲選第二輯 (Huaijiu Mingqu Xuan Di Er Ji)
- 1992 難忘的 Teresa Teng (Nan Wan De Teresa Teng)

### Outros álbuns (trilhas sonoras, etc.)
- 1968 丟丟銅 (Diu Diu Tong)
- 1969 晶晶 (Jing Jing)
- 1972 天下一大笑 (Tianxia Yi Da Xiao)
- 1972 風從那裡來 / 月下送君 (Feng Cong Nali lai / Yue Xia Song Jun)
- 1972 你可知道我愛誰 (Ni Ke Zhidao Wo Ai Shui)
- 1973 彩 雲 飛 (Caiyun Fei)
- 1973 當我已經知道愛 / 娜奴娃情歌 (Dang Wo Yijing Zhidao Ai / Na Nu Wa Gingge)
- 1973 把愛埋藏在心窩 (Ba Ai Maicang Zai Xinwo)
- 1974 海韻 (Hai Yun)
- 1974 近水樓台 (Jinshuiloutai)
- 1974 水漣漪 / 有誰知道我 (Shui lianyi / You Shui Zhidao Wo)
- 1976 鬼馬俏醫生 (Gui Ma Qiao Yisheng)
- 1980 原鄉人 (Yuan Xiangren)

### Álbuns de concertos
- 1970 一見你就笑 (Yijian Ni Jiu Xiao)
- 1970 淚的小雨 (Lei de Xiaoyu)
- 1970 幾時再回頭 (Jishi Zai Huitou)
- 1982 演唱會實況錄音 (Yanchang Hui Shikuang Luyin)
- 1983 鄧麗君演唱會Encore  (Denglijun Yanchang Hui Encore)

### Compilações após sua morte
- 1995 再見我的愛人・鄧麗君
- 1995 Forever Star
- 1996 鄧麗君演唱會
- 1997 The Way We Were
- 2001 忘不了Inoubliable
- 2001 情繫亞洲
- 2002 極品之選 天碟 環球
- 2003 極品之選 2 天碟 環球
- 2004 思君集- 縱使時空相隔 仍是此情不渝
- 2005 逝世十周年紀念聲影存集 天國的情人
- 2005 天國情人 國語大碟全集
- 2005 15周年 雙黑膠復刻版
- 2006 花樣年華 The First Completed Compilation
- 2008 傳奇的誕生
- 2010 但願人長久 15週年紀念集
- 2011 Greatest Hits 35週年 24K Gold Disc
- 2012 中國語(全曲集)
- 2012 香港伊利沙伯體育館演唱會1982足本
- 2013 島國之情歌全集
- 2013 君之紀念冊 誕生六十年鑽禧特集
- 2013 璀璨東瀛原音集
- 2014 福建名曲專輯
- 2014 淡淡幽情 (紀念彩膠/新版)
- 2014 1982香港伊利沙伯體育館演唱會
- 2014 償還
- 2014 曲專輯
- 2014 雷射島國情歌精選
- 2014 名曲選
- 2015 Great Hits
- 2015 雷射島國情歌精選 第二集
- 2015 名曲選 第二輯

## Discografia cantonesa
Fontes: 

### Álbuns de estúdio
Polygram Records
- 1980 勢不兩立 (Sai Bat Leung Laap)

Polygram Records / Kolin Records
- 1983 漫步人生路 (Maan Bo Yan Sang Lo)

## Discografia Japonesa
Fontes: 

### Álbuns de estúdio
Polygram Records
- 1974 空港／雪化粧 (Kuko/ Yukigesho)
- 1975 夜の乗客／女の生きがい (Yoru no jōkyaku/ On'na no ikigai)
- 1975 ア カ シ ア の 夢 (Akashia no yume)
- 1976 愛の世界 (Ainosekai)
- 1977 ふ る さ と は ど こ で す か (Furusato wa dokodesu ka)
- 1977 あなたと生きる (Anata to ikiru)
- 1978 熱唱！東京夜景 (Nesshō! Tōkyō yakei)
- 1978 心 に の こ る 夜 の 唄 (Kokoro ni nokoru yoru no uta)
- 1980 演歌のメッセージ (Enka no messēji)
- 1980 あなた/まごころ (Anata / Ma go koro)
- 1981 ジ ェ ル ソ ミ ー ナ の 步 い た道 (Jerusomīna no Bu Ita michi)

Taurus Records
- 1983 旅人 (Tabibito)
- 1984 つ ぐ な い (Tsugunai)
- 1984 償還 (Shokan)
- 1985 愛人 (Aijin)
- 1986 時の流れに身をまかせ (Tokinonagarenimiwomakase)
- 1986 酒醉的探戈 (Sake yo-teki sagu hoko)
- 1987 別れの予感 (Wakarenoyokan)
- 1989 浪漫主義 (Roman Shugi)
- 1991 '91悲しみと踊らせて〜ニュー・オリジナル・ソングス〜  (91 Kanashimitoodorasete 〜 Novas canções originais 〜)

### Álbuns de compilação
- 1976 Best Hit Album
- 1976 Perfect 24
- 1977 Golden Double Deluxe
- 1978 Best · Karaoke Collection
- 1979 華麗なる熱唱 (Kareinaru nesshō)
- 1980 Best & Best
- 1984 Teresa Teng
- 1985 Best 20
- 1985 Original Best Hits
- 1985 Best Selection
- 1985 Original Best Selection
- 1986 Best Selection 時の流れに身をまかせ (tokinonagarenimiwomakase)
- 1986 全曲集 (Zenkyoku-shū)
- 1987 Top Ten
- 1988 Best Hits '88
- 1988 最新オリジナルベスト15 (Saishin Original Best 15)
- 1989 全曲集 (Zenkyoku-shū)
- 1990 '90 Best Collection-涙の条件 (Namida no jōken)
- 1990 全曲集 - つぐない涙の条件 (Zenkyoku-shū - Tsugunai namida no jōken)
- 1990 歌道場 (Uta dōjō)
- 1991 全曲集 - 問わず語り (Zenkyoku-shū - Towazugatari)
- 1991 全曲集'92 - 真夏の果実/花 (Manatsu no kajitsu / Hana)
- 1992 Best Selection '92
- 1992 全曲集'93 (Zenkyoku-shū '93)
- 1993 Best Songs - Single Collection
- 1993 全曲集-あなたと共に生きてゆく (Zenkyoku-shū - anata to tomoni ikite yuku)
- 1993 94 Best Selection
- 1994 全曲集 (Zenkyoku-shū)
- 1994 つぐない 別れの予感 (Tsugunai wakarenoyokan)
- 1994 時の流れに身をまかせ 愛人 (Tokinonagarenimiwomakase Aijin)
- 1994 Original Songs 別れの予感 (Wakarenoyokan)
- 1994 夜來香 (Yaraika)
- 1994 全曲集'95 (Zenkyoku-shū '95)

### Álbuns de concertos
- 1977 First Concert
- 1986 Concert Live
- 1986 NHK Concert Live 演唱會現塲錄音版
- 1997 三回忌メモリアル秘蔵LIVE at ルイード / My Way
- 1998 Concert Live ("The Power of Love" included)
- 1999 Last Concert

### Compilações após sua morte
- 1995 歌声は想い出にふちどられ
- 1995 永遠の歌声 Vol.1
- 1995 永遠の歌声 Vol.2
- 1995 永遠の歌声 Vol.3
- 1995 Super Selection
- 1995 全曲集
- 1995 The History of Teresa Teng
- 1995 可愛的鄧麗君I
- 1995 可愛的鄧麗君II
- 1996 演花集
- 1996 Recollection
- 1996 五木ひろし夢ふたり-ドリーム
- 1996 五木ひろし愛ふたり-Love
- 1996 Go! Go! Teresa
- 1996 Singles
- 1996 憧れの旋律~響往的旋律
- 1997 More Go! Go! Teresa
- 1997 Best Selection
- 1998 全曲集'98-夢立ちぬ
- 1998 甜蜜蜜（テンミミ）～スクリーン・テーマ集
- 1998 Top Ten カバー集
- 1998 Top Ten 英語編
- 1998 Top Ten 中国語編
- 1999 全曲集 ～つぐない～
- 2001 忘れられない～最後のレコーディング～
- 2002 歌姬 ~特撰 の世界
- 2002 夢歌 あなだを感じていたい 21世紀の
- 2003 全曲集 50TH ANNIVERSARY
- 2003 50th Anniversary Box - Endless Voyage
- 2003 生誕50周 / フィルムコンサート会場特別版～今でも...
- 2004 星☆伝説 Debut 三十周 / 紀念 Complete Single Collection
- 2005 歌姫伝説 歿後10周 / 紀念
- 2005 Memorial Best - 永遠の歌姫
- 2005 The Best
- 2006 何君再來 中国語 Best Selection
- 2007 再見! Memorial Box
- 2007 Single Collection - 本語曲完全収録盤
- 2008 Best+Best
- 2009 愛のベスト〜三木たかしを歌う〜
- 2010 Duet & Best 新生
- 2012 生誕 60 Diamond Best
- 2012 Original Collection 生誕６０周 永遠のアジアの歌姫
- 2013 Cover Song Collection
- 2013 Lover's-18 Love Story - 黄昏のひととき・あなたを想う
- 2014 The Best
- 2014 日本の心の歌
- 2014 日本の心の歌2
- 2014 日本の心の歌3
- 2014 名唱集
- 2015 伝説の歌姫
- 2015 ファーストコンサート完全盤 愛をあなたに ふるさとはどこですか
- 2015 40/40~ベスト・セレクション

### Álbuns de vídeo
- 2009 DVD-BOXアジアの歌姫